# Hans Oehler
Hans Oehler (18 de diciembre de 1888, Suiza - Suiza, Dielsdorf, 7 de enero de 1967) fue un periodista suizo y simpatizante del nacionalsocialismo. 

## Biografía
Inicialmente periodista, Oehler dirigió su atención hacia la producción de material pro-alemán. Más tarde fue uno de los fundadores de la Schweizerische Monatshefte für Politik und Kultur (SM) en 1921. Esto se convirtió rápidamente en el portavoz de la Liga Popular para la Independencia de Suiza, un grupo en el que había participado casi al mismo tiempo que se opuso a la Liga de las Naciones. Conoció brevemente a Adolf Hitler cuando Hitler visitó Suiza en 1923 y se convirtió en simpatizante de la Italia fascista y de Othmar Spann. 
Aunque la Liga Popular demostró ser de corta duración, Oehler continuó publicando SM como una salida para sus ideas políticas hasta que, en 1932, se unió al Nuevo Frente. En 1934 tuvo que renunciar como editor de SM debido a su mentalidad pro-nacionalsocialista. Con el lanzamiento del Frente Nacional en 1934, Oehler se encargó de editar el periódico Nationale Front del nuevo partido, además de ser nombrado portavoz de asuntos exteriores. Expulsado de SM por el Frente, fundó un nuevo periódico, Nationale Hefte, y en 1938 se había separado del Frente por completo. Después de la separación, se unió a Rolf Henne para formar la línea dura nacionalsocialista Bund Treuer Eidgenossen Nationalsozialistischer Weltanschauung, otro grupo menor que fue absorbido por el Nationale Bewegung der Schweiz en 1940. 
El perfil de Oehler cayó cuando la Segunda Guerra Mundial se acercaba a su conclusión y se convirtió en una figura marginal en la Suiza de la posguerra. Habiendo asistido a una reunión en Múnich en 1940 organizada para reunir a líderes suizos pro-nacionalsocialistas, Oehler fue juzgado por traición por un tribunal federal en 1957 y sentenciado a dos años de prisión. Tras su liberación, Oehler se convirtió en miembro destacado de Volkspartei der Schweiz y dirigió la sucursal suiza de Nation Europa, una revista internacional neonazi. También adoptó el seudónimo Hans Rudolf para traducir obras al alemán, especialmente Nuremberg ou la Terre Promise de Maurice Bardèche, así como escribir para el diario de extrema derecha Turmwart. Oehler continuó su actividad política hasta su muerte en Dielsdorf.